# سامانا (شهرک)
سامانا (به لاتین: Samaná) یک شهر در جمهوری دومینیکن است که در سانتو دومینگو واقع شده‌است.

## خصوصیات
سامانا ۴۱۲٫۱۱ کیلومترمربع مساحت و ۱۰۸٬۱۷۹ نفر جمعیت دارد و ۵ متر بالاتر از سطح دریا واقع شده‌است.